# ГЕС Драм 1,2
ГЕС Драм 1,2 — гідроелектростанція у штаті Каліфорнія (Сполучені Штати Америки). Знаходячись між малою ГЕС Спаулдінг 1 (7 МВт) та ГЕС Датч-Флет 1 (22 МВт), входить до складу гідровузла Спаулдінг-Драм та використовує ресурс із суміжної частини сточищ лівих приток Сакраменто (тече до затоки Сан-Франциско) — річок Фетер та Амерікан-Рівер.
В одному з районів на західному схилі гір Сьєрра-Невада сусідять річки Соуз-Юба (ліва притока Юби, яка в свою чергу впадає ліворуч до Фетер) та Норт-Форк-оф-зе-Норт-Форк-Амерікан-Рівер (права притока Норт-Форк-Амерікан-Рівер, що в свою чергу є правою твірною Амерікан-Рівер). В основу проекту гідровузла поклали задум відбору ресурсу з верхів'я цих річок з подальшою деривацією до Беар (відносно коротка ліва притока Фетер, яка впадає нижче за Юбу).
Основна частина ресурсу надходить через станцію Спаулдінг 1, котра працює при створеному на Соуз-Юба водосховищі Спаулдінг. Останнє утримується бетонною арковою греблею висотою 84 метри та довжиною 244 метри і двома допоміжними спорудами, котрі мають висоту 13 та 28 метрів при довжині 94 та 248 метрів відповідно. Сховище має площу поверхні 2,8 км2 та корисний об'єм 93,6 млн м3. Крім того, вище по сточищу Соуз-Юба створено ще 18 менших резервуарів, котрі допомагають накопичувати ресурс.
Відпрацьована на Спаулдінг 1 вода потрапляє до дериваційного каналу Драм завдовжки майже 14 км, який прямує по гряді, що розділяє долини Беар і Норт-Форк-оф-зе-Норт-Форк-Амерікан-Рівер. На останній зведена водозабірна гребля, від якої додатковий ресурс подається до протікаючого за кілька кілометрів каналу Драм. При цьому на Норт-Форк-оф-зе-Норт-Форк-Амерікан-Рівер та її правій притоці Сіксмайл-Крік створені два невеликі водосховища — Лейк-Воллей (корисний об'єм 9,7 млн м3) та Келлі-Лейк (0,4 млн м3). В цілому можливо відзначити, що зі сховища Спаулдінг в канал може подаватись до 24 м3/сек, тоді як другий напрямок забезпечує лише біля 1 м3/сек.
Канал Драм завершується у верхньому балансувальному резервуарі з площею поверхні 0,08 км2 та корисним об'ємом 0,5 млн м3, який утримує кільцева земляна дамба висотою 20 метрів та довжиною 1252 метри. Звідси до розташованих на лівому березі Беар машинних залів спускаються два напірні водоводи довжиною понад 1,5 км кожен. Основне обладнання залу Драм 1 становлять чотири турбіни типу Пелтон загальною потужністю 56,4 МВт, тоді як у залі Драм 2 встановлена одна турбіна того ж типу потужністю 49,5 МВт. Сумарна потужність Драм 1 та Драм 2 обмежена рівнем у 79,5 МВт. В 2017 році зали виробили 133 та 312 млн кВт-год електроенергії відповідно.